# Banabuiú
Banabuiú este un oraș în statul Ceará (CE) din Brazilia.